# Uppsala tingsrätt
Uppsala tingsrätt är en tingsrätt i Sverige med kansli i Uppsala. Domkretsen omfattar Uppsala län med kommunerna Enköping, Heby, Håbo, Knivsta, Tierp, Uppsala, Älvkarleby och Östhammar. Domstolen ligger under Svea hovrätt. Tingsrätten med dess domkrets ingår i domkretsen för Svea hovrätt.

## Administrativ historik
Vid tingsrättsreformen 1971 bildades denna tingsrätt i Uppsala av Uppsala rådhusrätt och häradsrätten för Tiunda tingslag. Domkretsen bildades av staden, Tiunda tingslag samt delar av Uppsala läns norra domsagas tingslag. 1971 omfattade domsagan Uppsala kommun. 1974 tillfördes områdena Stavby, Tuna, Rasbo och Rasbokil från Uppsala läns norra domsaga.
Genom en kommundelning bildades den 1 januari 2003  Knivsta kommun som sedan dess ingår i domsagan. 28 november 2005 upphörde Enköpings tingsrätt och Tierps tingsrätt och deras domsagor fördes till denna domsaga: från Tierps domsaga kommunerna Östhammar, Tierp och Älvkarleby, från Enköpings domsaga kommunerna Enköping och Håbo. Den 1 januari 2007 tillfördes Heby kommun till Uppsala domsaga från Västmanlands domsaga i samband med kommunens byte av län till Uppsala län.

## Lagmän
- 1971–1980 Frey Björlingsson
- 1980–1989 Bengt Lambe
- 1989–1995 Jan Hultgren
- 1995–2010 Erik Lempert
- 2010–2015 Fredrik von Arnold
- 2015–2025: Catarina Barketorp

## Uppmärksammade rättsfall i Uppsala tingsrätt
- Knutbymorden